# Salzeda de Bellver de Cerdanya
La Salzeda de Bellver de Cerdanya (Salix fragilis) és un conjunt de salzes que es troba a Bellver de Cerdanya (la Baixa Cerdanya).

## Dades descriptives
- Perímetre del tronc a 1,30 m: 4,24 m.
- Perímetre de la base del tronc: 4,45 m.
- Alçada: 10,27 m.
- Amplada de la capçada: 16,52 m.
- Altitud sobre el nivell del mar: 1.092 m.[1]

## Entorn
S'emplaça a la ribera del riu Segre, al límit entre el riu i les hortes. Els salzes estan arrapats al límit del marge que toca el riu. La vegetació que els acompanya està composta, entre altres espècies, per freixe de fulla grossa, poll negre, vern, prunera, gavarrera, esbarzer, llapassa, ortiga i nyàmera. A la ribera oposada s'observa un inici d'invasió de la planta sud-africana seneci del Cap (Senecio inaquidens). Entre la fauna observable hi ha el tudó, la mallerenga carbonera, el gaig i el pica-soques blau.

## Aspecte general
Globalment, mostra un cert envelliment, cosa força habitual en el gènere Salix. També hi ha presència de corcadura a l'escorça i al tronc. Forma part del mateix procés de regeneració de la salzeda, en què ella mateixa afavoreix el creixement dels rebrots, plançons dels que seran els futurs arbres, mentre que els més vells i febles decauen abatuts per la senectut. Mostren formes modelades per l'acció humana: les capçades són tallades per afavorir la rebrotada, característica per una elevada producció de fulles, que representen una bona quantitat de menjar per al bestiar. Forma un conjunt estèticament de molt nivell, sobretot si s'observa des de l'altra banda de la ribera.

## Accés
Des de Puigcerdà cal prendre la carretera N-260 en direcció a Bellver de Cerdanya, trencar per la carretera LP-4033a (que duu al poble), i, abans d'entrar-hi, trobarem un trencall a mà dreta que s'enfila amunt. El seguim fins a arribar a un punt orientat cap a la ribera del Segre. Un cop allà, seguim la pista que duu a la plana adjacent al riu, la qual queda tallada, i hi trobarem la salzeda. GPS 31T 0398610 4691958.